# Suối Ba Ta
Suối Ba Ta là một con suối đổ ra Sông Nhiệm. Suối có chiều dài 24 km và diện tích lưu vực là 102 km². Suối Ba Ta chảy qua các tỉnh Hà Giang, Cao Bằng .
Suối Ba Ta là sản phẩm của lỗi biên tập trong "Danh mục lưu vực sông liên tỉnh" . Không thể tìm thấy địa danh "Ba Ta" như vầy trong các "Danh mục địa danh..." tỉnh Hà Giang, tỉnh Cao Bằng , hay trong bản đồ địa hình các tỷ lệ .